# The Mall
The Mall i London er en vej, der i sin vestlige ende løber fra Buckingham Palace, gennem Admiralty Arch, til Trafalgar Square i øst.
Den er lukket for trafik på lørdage, søndage, helligdage og ved cerimonelle lejligheder.
- Wikimedia Commons har flere filer relateret til The Mall

51°30′15″N 0°8′7″V / 51.50417°N 0.13528°V